# Laser de Haller
Laserpitium halleri
Espèce
Le Laser de Haller (Laserpitium halleri) est une espèce de plantes à fleurs de la famille des Apiacées originaire des parties montagneuses d'Europe. Elle est trouvée en Autriche, en France (Corse comprise), en Italie et en Suisse.